# ميت الخولي عبد الله
ميت الخولى عبد الله إحدى قرى مركز الزرقا التابع لمحافظة دمياط في جمهورية مصر العربية، تشتهر القرية بالتجارة وتحديداً تجارة الأدوات المنزلية، من أعلامها الفيلسوف زكي نجيب محمود.

## التاريخ
قرية ميت الخولي عبد الله من القرى القديمة، حيث وردت باسم «منية بو عبد الله» في أعمال الدقهلية ضمن قرى الروك الصلاحي التي أحصاها ابن مماتي في كتاب قوانين الدواوين، كما وردت باسم «منية أبي عبد الله» في أعمال الدقهلية والمرتاحية ضمن قرى الروك الناصري التي أحصاها ابن الجيعان في كتاب «التحفة السنية بأسماء البلاد المصرية». وفي العصر العثماني وردت باسم «منية أبو عبد الله» في التربيع العثماني الذي أجراه الوالي العثماني سليمان باشا الخادم في عصر السلطان العثماني سليمان القانوني ضمن قرى ولاية الدقهلية، وفي تاريخ 1228هـ/1813م الذي عدّ قرى مصر بعد المسح الذي قام به محمد علي باشا باسم «ميت أبو عبد الله» ضمن قرى مديرية الدقهلية. وفي سنة 1275هـ/1859م، تغير الاسم إلى «ميت الخولي عبد الله».